# Augustin Le Goazre de Kervélégan
Augustin Bernard François Le Goazre de Kervélégan (né à Quimper le 17 septembre 1748, mort à Penhars, au manoir de Toulgoat le 24 février 1825) est un avocat devenu par la révolution française un parlementaire durant la Révolution et l'Empire. 

## Biographie

### Famille
Issu d'une ancienne famille de robe de Cornouaille, déboutée de ses prétentions à la noblesse à la réformation de 1669, il était fils de « Monsieur maître François-guillaume Le Goazre de Kervélégan, conseiller en la sénéchaussée et siège présidial de Quimper, et de dame Marie-bernardine Billy ». 
Il fait ses études chez les Jésuites de Quimper, et son droit à l'Université de Rennes. Il est reçu avocat du roi au présidial de Quimper en 1768, et devient, avec dispense d'âge (il a alors 26 ans), en 1774, sénéchal et maire de Quimper.
Député la même année aux États de Bretagne, il se montra, en 1788, un des plus ardents défenseurs des intérêts populaires contre le parlement de Rennes dans la question des grands bailliages, qu'il alla lui-même soutenir à Versailles. Cette attitude énergique le rend très populaire, et dès la fin de l'année 1788, il prend en main la cause des revendications du tiers état. Il réclame pour cet ordre un député par 10 000 habitants, un nombre de députés égal à celui des deux autres ordres réunis et le vote par tête. La copie de ces motions est adressée par la communauté de Quimper à toutes les communautés de Bretagne.

### Action à Quimper
Augustin Le Goazre de Kervélégan, qui est alors vénérable de la loge maçonnique L'Heureuse maçonne à Quimper et aussi sénéchal du présidial de la ville, cite à comparaître l'évêque de Cornouaille Mgr Toussaint Conen de Saint-Luc qui, les 8 et 9 juin 1776, a violemment critiqué les francs-maçons, « ces gens sans mœurs, sans scrupule », selon lui. L'affaire remonte jusqu'au Conseil du roi.

### Mandat à la Constituante
En 1789, Augustin Le Goazre de Kervélégan est élu représentant du tiers-état, le premier sur trois, pour la sénéchaussée de Quimper, aux États généraux. 
Il siège sur les bancs de la gauche de l'Assemblée nationale constituante. Le 20 juin 1789, il prête le serment du Jeu de Paume. Le 4 mai 1791, il vote en faveur du rattachement du Comtat Venaissin à la France. Le 12 mai, il vote en faveur de l'égalité entre les hommes blancs et les hommes libres de couleur dans les colonies.
Le 12 avril 1790, il est élu secrétaire aux côtés de François Muguet de Nanthou (député de la Haute-Saône) et de Pierre-Louis Roederer (député de la Moselle) sous la présidence de Charles-François de Bonnay (député de la Nièvre). 
Parallèlement à son mandat, il fréquente le club des Jacobins. 

### Mandat à la Convention
La monarchie constitutionnelle, mise en application par la constitution du 3 septembre 1791, prend fin à l'issue de la journée du 10 août 1792 : les bataillons de fédérés marseillais et bretons et les insurgés des faubourgs de Paris prennent le palais des Tuileries. Louis XVI est suspendu et incarcéré, avec sa famille, à la tour du Temple.   
En septembre 1792, Augustin de Kervélégan, alors président du tribunal de Quimper, est élu député du département du Finistère, le sixième sur huit, à la Convention nationale.   

Il siège sur les bancs de la Gironde. Lors du procès de Louis XVI, il vote « la détention, et le bannissement à la paix », et rejette l'appel au peuple et le sursis à l’exécution. Le 13 avril 1793, il s'abstient de voter lors de la mise en accusation de Jean-Paul Marat, « par les mêmes motifs qu'a donné [son] collègue Pierre Marec » :   
Marat m'a fait l'honneur de me calomnier deux fois dans ces feuilles : ce motif m'interdit de la faculté de voter dans cette question.   
Le 9 mai, Marat dénonce Kervélégan comme membre de la « faction des hommes d’État ».  
Le 21 mai, il est élu membre de la Commission des Douze, le troisième sur douze par 191 voix, chargée de contrôler les arrêtés pris par la Commune insurrectionnelle de Paris. Le 25, la Commission décrète l'arrestation de Jacques-René Hébert, substitut du procureur-syndic de la Commune et rédacteur du journal Le Père Duchesne. Le 28, Kervélégan vote en faveur du rétablissement de la Commission.  
Au terme des journées du 31 mai et du 2 juin, Kervélégan est décrété d'arrestation et maintenu à son domicile. Il fuit Paris et se réfugie dans le Finistère. Il est décrété hors-la-loi le 28 juillet.   
Le 18 ventôse an III (le 8 mars 1795), plusieurs mois après la chute de Robespierre, Kervélégan et les autres députés girondins décrétés hors-la-loi sont réintégrés à la Convention.   
Kervélégan adhère à la réaction thermidorienne. Le 15 floréal an III (le 6 mai 1795), il est élu membre du Comité de sûreté générale où il siège jusqu'au 15 fructidor (1er septembre). Le 15 vendémiaire an IV (7 octobre), il est réélu membre du Comité où il siège jusqu'à la clôture de la Convention.   
Au cours de l'insurrection du 1er prairial an III (20 juin 1795), Jean-Baptiste Louvet (député du Loiret) rapporte qu'il prend part à la défense de la Convention, aux côtés de François Bergoeing (député de la Gironde), où il est blessé,. 

### Mandats sous le Directoire
Sous le Directoire, en vendémiaire an IV (octobre 1795), Augustin de Kervélégan est réélu député et siège au Conseil des Anciens. Il est tiré au sort pour quitter le Conseil le 1er prairial an VI (le 20 mai 1798). Il est élu député au Conseil des Cinq-Cents. 

### Sous le Consulat et le Premier Empire
Il ne montre nulle hostilité envers Napoléon Bonaparte, le 18 brumaire an VIII (9 novembre 1799), et fait partie du Corps législatif comme représentant de son département d'origine. Il y siège jusqu'à la chute de l'Empire.

## Mandats à l'Assemblée nationale ou à la Chambre des députés
- 22/04/1789 - 30/09/1791 : Quimper - Bretagne (Sénéchaussée)
- 08/09/1792 - 26/10/1795 : Finistère - Girondins
- 16/04/1799 - 26/12/1799 : Finistère - Droite
- 25/12/1799 - 04/06/1814 : Finistère - Majorité
- 04/06/1814 - 20/03/1815 : Finistère

## Articles de presse
- Louis XVI rattrapé par un Breton ! Claude Péridy, Le Télégramme du 23 décembre 2007